# Elzo Henschell
Elzo Lima Mota (São Paulo, 15 de Janeiro de 1987), é um cantor, compositor, produtor, intérprete e artista de rua brasileiro. Ficou reconhecido quando foi o primeiro artista de rua a se apresentar no Rock In Rio 2015 no Brasil, com a campanha "O Som das Ruas" promovida pelo Banco Itau.

## Biografia
Com sua infância em Santana de Parnaíba, Elzo Henschell se interessou pelo rock grunge quando adolescente. De 1998 a 2009, participou de muitas bandas, que culminou na sua decisão de se apresentar nas ruas da capital paulista. Elzo se caracterizou por sua natureza rebelde e sagaz em sua música instrumental.

## Discografia

### EPs
- "Elzo EP" (2011)
- "Elzo Henschell - Jazz Blues Soul e R&B EP" (2012)
- "Elzo Henschell - SONS EP (2013)
- "Elzo Henschell - Acústico 1 (2014)

## Filmografia
- Diário Cruzado
- Ouça - Programa de TV
- O Som de SP
- Metrópole Dissonante
- O Som das Ruas
- Buscando Buskers

## Videoclipes
- O Máximo[2]
- Cigarra[2]
- Som Salvador[2]
- Geração Adulterada[2]